# Ukrainas ekonomi

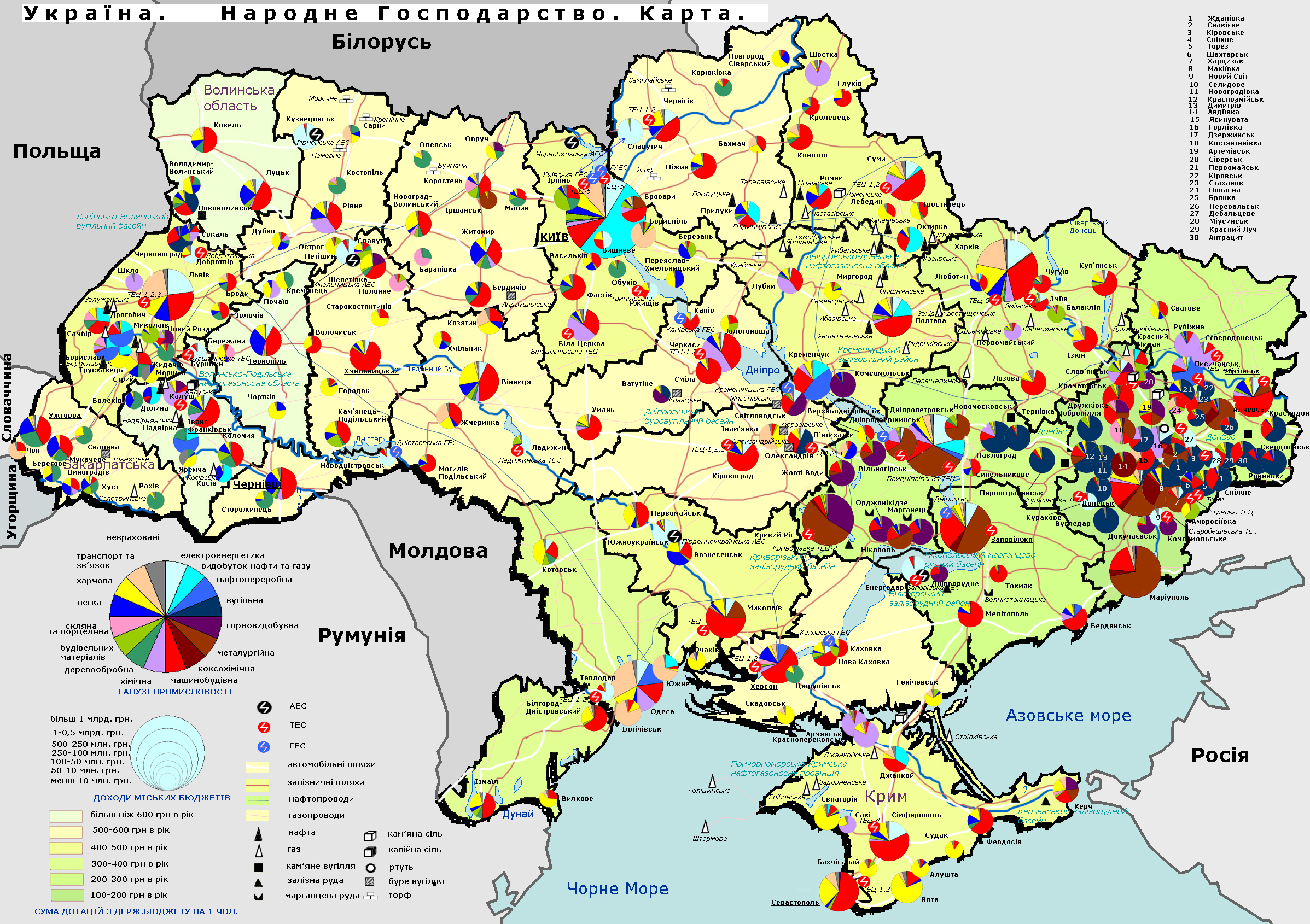
Ukrainas ekonomi, anno 2006. Tårtdiagrammen står för fördelningen mellan olika näringsgrenar i landets olika distrikt. Ljusast blå: elproduktion, ljusblå: petroleum- och gasdistribution, mellanblå: petroleumprodukter, mörkblå: kolutvinning, lila: kolrelaterad industri, brun: metallurgi, mörkröd: koksframställning, röd: maskinframställning, ljuslila: kemisk industri, grön: skogs- och trävaruindustri, ljusgrön: fiskeindustri, rosa: glas- och porslinsindustri, blå: lätt industri, gul: livsmedelsindustri, beige: transporter och kommunikationer, grå: övrigt.

Ukrainas ekonomi är till stor del baserad på jordbruksproduktion. I östra delarna av landet finns det kraftigt industrialiserade Donetskbäckenet, där stenkolsutvinning bildat basen för en koncentration av tung industri. Området har i likhet med halvön Krim 2014 varit skådeplats för en rysk invasion vilket har drabbat produktionen hårt och skadat Ukrainas ekonomi. Ukraina var tidigare starkt energiberoende av import av naturgas från Ryssland, medan vattenkraftverk bland annat finns utefter Dnepr. Ukrainas näringsliv styrs till största delen av ett fåtal entreprenörer och deras familjer ("oligarkerna").
2014 har med Jatsenjuks maktövertagande ett närmande till Europeiska unionen skett, bland annat med undertecknandet av ett associationsavtal i mars och juni 2014. De nya makthavare hoppas att EU bland annat kan hjälpa Ukraina i dess ansträngningar att minska sitt beroende av rysk gas. De pågående oroligheterna i östra delen av landet (se Kriget i Donbass) har dock påverkat stora delar av ekonomin negativt.

## Historik och översikt

### Bakgrund
Ukraina är ett medelinkomstland. Ukraina hade en bruttonationalprodukt 2007 på 390,6 miljarder USA-dollar. BNP per capita var 8 441 dollar år 2007. Omkring 3 procent av befolkningen var arbetslösa år 2007, men den siffran steg till drygt 10 procent år 2009. På senare år har korruptionen samt brottsligheten minskat lavinartat.[källa behövs]

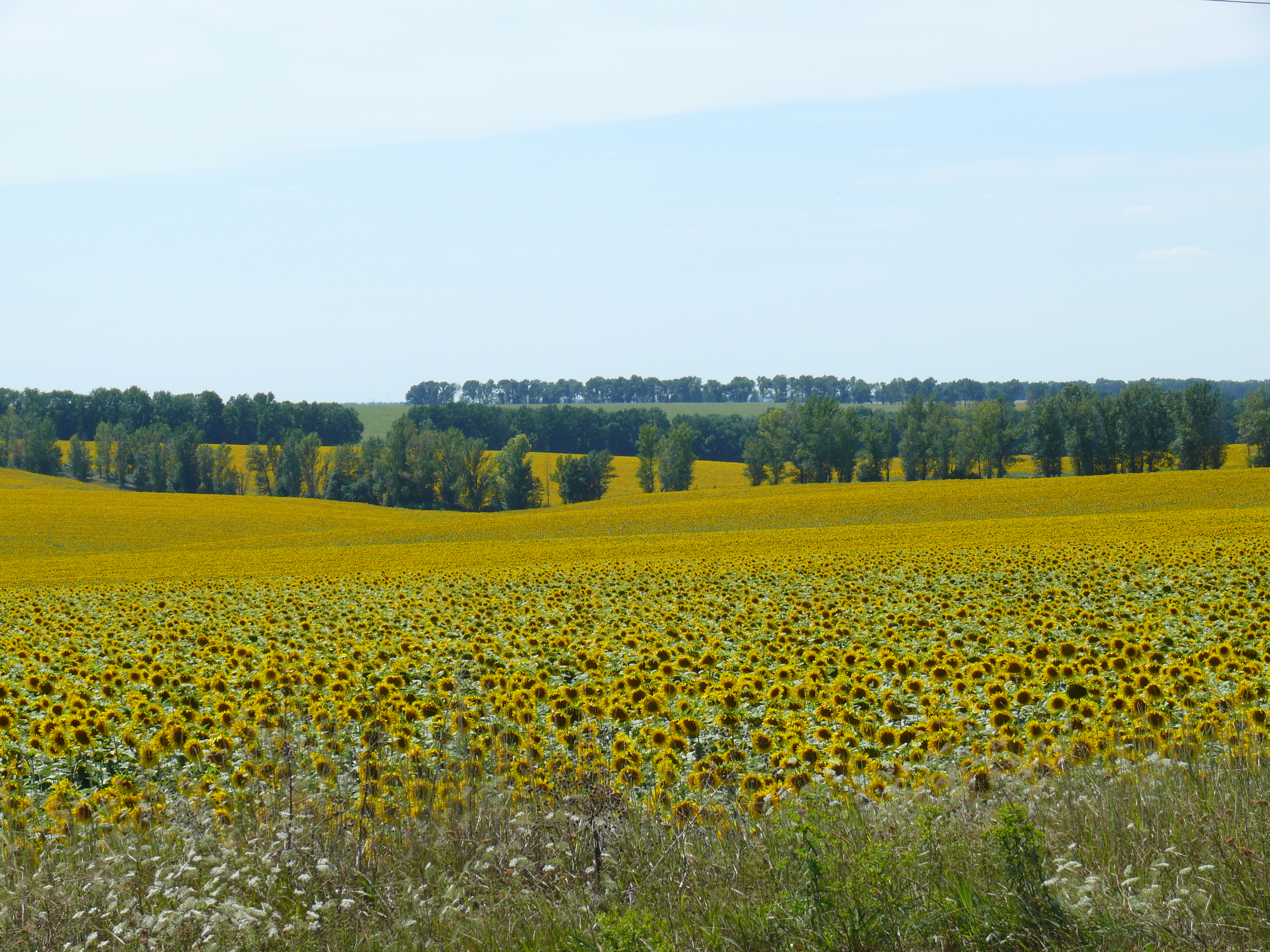
Ukraina är världens största producent av solrosfrön.

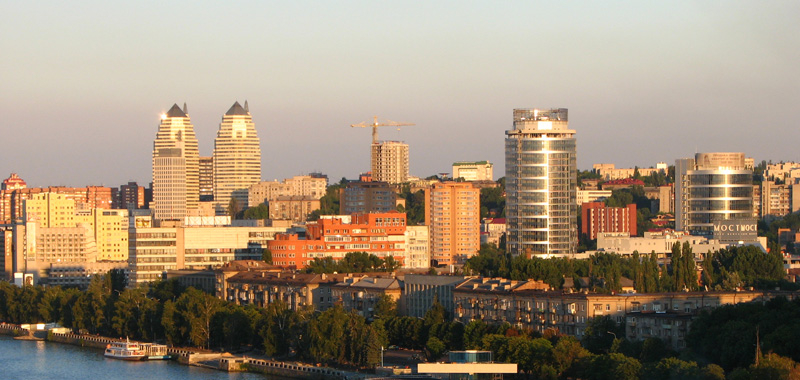
Dnipropetrovsk i centrala/östra delen av landet är en av Ukrainas största industristäder, med en blandning av tung och lätt industri.

Bortsett från jordbruket, som producerar spannmål, sockerbetor, solrosfrön, grönsaker, kött och mjölk, finns även rika naturtillgångar av bland annat vatten, järn, mangan, titan, kvicksilver, svavel, kaliumkarbonat, kaolin och kalk. Inom industrin märks produktion av kol, elkraft, maskiner, metaller, kemikalier och livsmedel (framför allt socker).
Ukraina har även stora, till största delen ännu oexploaterade tillgångar av råolja och naturgas, främst i de centrala delarna av landet. Uppgifter beräknade 2013 de totala naturgasreserverna i landet till cirka 1 100 miljarder kubikmeter (motsvarande 25:e plats av världens länder och på samma nivå som Nederländerna). 2014 förekommer uppgifter i svensk press att ett mindre Göteborgsbaserat bolag – Misen – sedan ett avtal med ukrainska staten 2011 skaffat sig kontroll över hälften av Ukrainas gas- och oljetillgångar. Den faktiska makten i bolaget sägs vara kopplad till den ukrainske oligarken Dmytro Firtasj och ryske maffialedaren Semjon Mogilevitj, vilka båda är efterlysta av amerikanska FBI.

### Från Sovjetunionen till eget land
Under sovjettiden var Ukraina ett viktigt ekonomiskt område, både industriellt och agrart (Ukraina blev omnämnt som "Sovjetunionens kornbod"). Sovjetmakten byggde upp industrin – särskilt vapenindustrin – men självständigheten innebar en svår omställning, och flera större företag tvangs läggas ner. Ukraina hade då inte längre tillgång till Sovjetunionens olja, och man hade inte samma ekonomiska förutsättningar att utveckla nya flygplan av märket Antonov. Motortillverkaren Motor Sich finns också i landet. Läget förbättrades en bit in på 1990-talet.
I dag är landet avhängigt Ryssland när det gäller energitillgångar, speciellt naturgas. Många strukturella reformer har gjort den ukrainska ekonomin sårbar för yttre påverkningar. Efter självständigheten från Sovjetunionen 1991 infördes en marknadsstyrd prissättning av de flesta varor, samtidigt som regeringen lade fram flera lagförslag för privatisering av statliga företag. Omfattande motstånd mot dessa ändringar bland politikerna (och befolkningen) hindrade emellertid dessa förslag från att bli genomförda. Detta ledde till att industriproduktionen 1999 mättes till 40 % av vad den varit 1991. En släpphänt pengapolitik ledde till att inflationen utvecklades till hyperinflation i slutet av 1993.

### Början av 2000-talet
År 2003 levde uppskattningsvis 29 % av befolkningen i fattigdom och under existensminimum, vilket motsvarar cirka 700 svenska kronor per månad. I april 2007 var medellönen per månad i Ukraina 1224 hryvnja, vilket motsvarade ungefär 1675 svenska kronor. Mest tjänar man i Kiev, där medellönen ligger på 2040 hryvnja (motsvarande 2792 kronor). I övrigt är det i de östliga och till majoriteten rysktalande områdena som de högsta medellönerna finns. De lägsta medellönerna har den västliga delen av landet, och allra lägst i Ternopil oblast. Matpriserna är höga, detta gäller särskild importerade matvaror. De trånga levnadsvillkoren har gjort att 4-5 miljoner ukrainare har emigrerat.
Regeringen Jusjtjenko (1999–2001) förpliktade sig att reducera antalet regeringskontor, göra den lagstiftande processen mer strömlinjeformad, skapa en reglerad miljö för entreprenörer samt vidta en omfattande skatteomläggning. Ändringar i mer politiskt följsamma områden som strukturändringar och privatisering av landområden fortsatte. Externa organisationer, med Internationella valutafonden (IMF) i spetsen, har begärt att Ukraina ska öka tempot i reformprocessen.
År 2000 visade bruttonationalprodukten en tillväxt i exporten på 6 %. Detta var den första registrerade tillväxten sedan självständigheten 1991. Samtidigt växte industriproduktionen med 13 %. Denna tillväxt fortsatte 2001, då BNP ökade med 9 % och industriproduktionen med över 14 %. Tillväxten understöddes av ökande optimism hos konsumenter och investerare.

### Åren 2005–2009
Juli 2006 presenterade president Jusjtjenko siffror som visade att Ukrainas BNP vuxit med 9 % i jämförelse med juli 2005. Han sade också att befolkningens tillgångar ökat med cirka 20 %.
Under november 2008 blev Ukrainas ekonomi hårt drabbat av den globala finanskrisen. Problemen för den hårt trängda ekonomin blev akuta, i synnerhet för landets banksystem, eftersom världsmarknadspriset på landets främsta exportvara stål fallit samtidigt som kreditmarknaden hamnat i kris. IMF beviljade då Ukraina ett lån på 16,4 miljarder dollar (motsvarande 127 miljarder kronor). Pengarna behövdes för att stabilisera landets ekonomi och dess finanssektor, som skakats av den globala finanskrisen. IMF hoppades att den tvååriga plan som upprättats tillsammans med Ukraina skulle begränsa inflationen och rädda vacklande banker.
Ukraina ser ut att vara det land som kommit närmast avgrunden på grund av den globala finanskrisen. Produktionen av landets huvudsakliga exportprodukt stål kollapsade november 2008, då den minskade med 48 procent. Industriproduktionen sjönk totalt i Ukraina med över 30 procent. Det är produktionsfall som väl kan mäta sig med utvecklingen under depressionen på 1930-talet. Och ingenting pekade då på någon vändning uppåt. Ukrainas ekonomi, som uppvisade en positiv tillväxt för de första tre kvartal av 2008, vände därefter nedåt i en hisnande fart. För de utländska bankerna (exempelvis Swedbank), som förvärvat lokala banker och expanderat sin utlåning i landet, var det svårt att undvika massiva kreditförluster.
Ukrainas banksektor befanns sig då på gränsen till totalt sammanbrott. Nio av landets banker kom under administration av centralbanken, och tiotusentals ukrainare kunde inte ta ut sina sparpengar, då bankerna frusit sparkonton. Ukrainas valuta hryvnjan tappade under krisen kraftigt i värde. Bankkrisen hängde samman med att miljontals människor inte klarade av sina bolån, då de flesta lån i Ukraina tags i amerikanska dollar. Enligt Kievs internationella institut för sociologisk forskning hade fyra miljoner ukrainare förlorat jobbet under krisen och mer än 40 procent hade fått reducerad lön.
IMF:s lån överbryggade visserligen den värsta likviditetskrisen. IMF hade dock också ordinerat en besk ekonomisk medicin med bland annat en devalvering av hryvnjan och tuffa budgetbegränsningar för att betala ut den andra delen av lånet. Ukrainarna hade då i stort sett förlorat förtroendet för sina politiker, och folk ansåg att de var skyldiga till att landet nu befann sig i en djup ekonomisk kris.
Tymosjenko och Jusjtjenko skyllde på varandra och bråkade om vem som bar ansvaret för den ekonomiska krisen. Med den rådande politiska oredan i Ukraina såg det under 2009 inte så hoppfullt ut.

### Utvecklingen sedan 2010
Jordbruket är fortsatt en av Ukrainas viktigaste näringar. Man är bland annat världens största producent av solrosfrö, (9,6 miljoner ton, 2013) och man är även stor producent av linfrö och sojabönor. Alla tre används i hög grad till naturoljeproduktion.
I samband med oroligheterna i Ukraina 2013/2014) rasade landets import med 20 procent under de första fyra månader av 2014, jämfört med samma period året innan. För bilimporten var nedgången 70 procent i april jämfört med samma månad 2013, medan livsmedelsimporten samtidigt rasade med 34 procent.
Ukrainas köpkraft minskade drastiskt till följd av den politiska turbulensen, som bland annat medfört att den ukrainska valutan, hryvnjan, tappat en tredjedel av sitt värde.
Exporten föll under samma period med 8,4 procent. Sammantaget decimerades Ukrainas underskott i bytesbalansen, när den krympte till 442 miljoner dollar, från 4,2 miljarder dollar ett år tidigare.
Den ekonomiska utvecklingen i landet har sedan 00-talet stagnerat. Till stor del beror det på den utbredda korruptionen och ekonomins koppling till ett fåtal företagsgrupper (oligarker). Bland annat sköts den stora gasimporten från öster av privata mellanhänder, samtidigt som man tidigare vant sig vid att den ryska gasimporten varit subventionerad. Utvecklingen skiljer sig från den i Ryssland, där vanligt folk under samma tid faktiskt fått det bättre ställt.
Under 2014 har Ukraina och EU blivit överens om ett inbördes frihandelsavtal. September samma år meddelades dock att avtalet ska börja gälla först årsskiftet 2015/2016 (!), sedan EU kopplat samman frihandelsavtalet med medlingsansträngningar att få Ryska federationen att delta i lösningen av det pågående kriget i Donetskbäckenet.
I början av november 2014 tvingades Ukrainas centralbank att överge den fasta valutakursen på grund av att banken saknar tillräckliga reserver för att försvara valutan, därefter sjunk hryvnjan ytterligare mot dollarn. Landets ekonomin är sönderslagen och statskassan tom efter skenande militärutgifter och en återbetalt gasskuld till Ryssland. De reformer som IMF ställde som villkor för att ge Ukraina ett stödpaket i april 2014 har inte fullföljds.
Inflationen nådde i mars 2015 46 procent räknat på årsbasis, efter 11-procentig ökning i mars. Den månatliga inflationen var 5 procent februari 2015 och 3 procent i januari 2015.

### Handel mellan Ukraina och Sverige
Sveriges handelsutbyte med Ukraina har varit litet. Som mest exporterades för 4,78 miljarder SEK år 2007 och importerades för 0,7 miljarder år 2008. Både den globala finanskrisen 2008 och oroligheterna 2014 har minskat handeln, men under 2015 och 2016 har den åter ökat.
| År                                  | 1998 | 1999     | 2000      | 2001      | 2002     | 2003     | 2004      | 2005      | 2006      | 2007     | 2008     | 2009      | 2010      | 2011      | 2012      | 2013      | 2014      | 2015      | 2016      |
| ----------------------------------- | ---- | -------- | --------- | --------- | -------- | -------- | --------- | --------- | --------- | -------- | -------- | --------- | --------- | --------- | --------- | --------- | --------- | --------- | --------- |
| Sveriges export till Ukraina (MSEK) | 1069 | 803 –24% | 1093 +36% | 1869 +70% | 1838 –1% | 1849 +0% | 2861 +54% | 4033 +40% | 4584 +13% | 4780 +4% | 4449 –6% | 3015 –32% | 2107 –30% | 3557 +68% | 2905 –18% | 2227 –23% | 1802 –19% | 2161 +20% | 3458 +60% |
| Sveriges import från Ukraina (MSEK) | 104  | 60 –41%  | 44 –26%   | 153 +242% | 136 –11% | 138 +1%  | 192 +38%  | 315 +63%  | 527 +67%  | 496 –5%  | 715 +44% | 403 –43%  | 452 +12%  | 602 +33%  | 377 –37%  | 370 –1%   | 424 +14%  | 560 +32%  | 680 +21%  |
| Sveriges handels- överskott (MSEK)  | +965 | +743     | +1049     | +1716     | +1702    | +1711    | +2669     | +3718     | +4057     | +4284    | +3734    | +2612     | +1655     | +2955     | +2528     | +1857     | +1378     | +1601     | +2778     |

Business Sweden (f.d. Exportrådet) hade ett kontor i Kiev sedan 1994 men stängde det i slutet av 2016. Sedan 2011 arrangerar Sveriges ambassad och Business Sweden tillsammans ett årligt affärsforum i Kiev.

## Koncentrerat ägande
Ukrainas näringsliv styrs i stor utsträckning av ett fåtal entreprenörer och deras familjer – "oligarkerna". De etablerade sig under 1990-talet, när det tidigare sovjetiska statsägda systemet i stor utsträckning ersattes av privat företagsägande. Maktkoncentrationen inom det ukrainska näringslivet anses förhindra ett effektivt reformerande och moderniserande av landets ekonomi. Företagsgruppernas inflytande har också medfört att de på egen hand kunnat sätta spelregler och priser inom de branscher där de har en dominerande ställning. Bland annat hanteras importen av rysk och centralasiatisk gas genom ett fåtal företagsgrupper som gynnat sig själva, och kopplingar till den utbredda korruptionen är många.
Det koncentrerade ägandet av etermedierna anses också bidra till en styrd opinionsbildning.

### Företagsgrupper
Nedan listas ett antal större ukrainska företagsgrupper samt de företag de har eller har ägt.

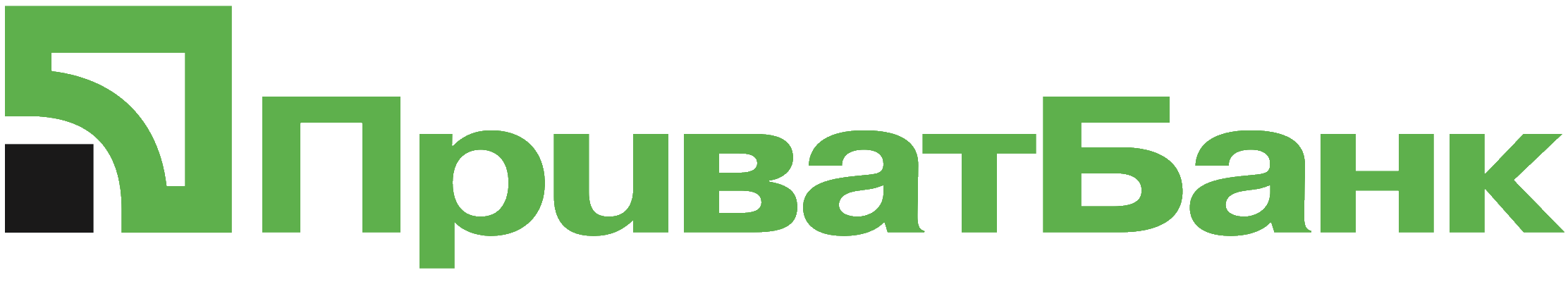
PrivatBank är en av Ukrainas stora privatägda banker.

- Privat – kontrollerat av Ihor Kolomokskyj och Hennadyj Beholjubov:
  - Flygbolag (Aerosvit, Dniproavia och Donbasaero).
  - TV-kanaler (1+1-gruppen, Unian etc) – når 95 % av ukrainarna, har 25 % tittarandel.
  - Banker (Privatbank) –  13 % av Ukrainas banknäring, 25 % av Ukrainas bankinsättningar, 30 % av Ukrainas bankkort.

- Företagsgrupper kontrollerade av Rinat Achmetov:
  - DTEK (energi) – 50 % av kolutvinningen, <2/3 av energin från landets värmekraftverk, 100 % av Ukrainas elexport.
  - Metinvest (gruvor/tung industri) – >50 % av järnmalmsproduktionen, 46 % av koksproduktionen, 40 % av tillverkningen av metallprodukter.
  - Ukraina Media-gruppen (massmedier) – TV-sändningar som når 95 % av befolkningen, inklusive 32 % av TV-tittarna i åldern 35–54 år (Ukrajina etc), tidningar (Segodnaja etc)

- Kernel-gruppen – kontrollerad av Andrij Verevskyj:
  - 35 % av produktionen av solrosolja.

- Företag kontrollerade av Dmytro Firtasj:
  - GDF Media (TV) – når 95 % av invånarna (kanalerna Inter, K1, K2, NTN etc).
  - DF-gruppen – kontroll över gasdistributionen till hushåll och företag, 100 % av produktionen av ammoniumsalpeter (konstgödsel).

- StarLight Media – kontrollerad av Viktor Pintjuk:
  - TV-kanalerna STB, ICTV, Novyj Kanal etc (når 95 % av befolkningen).

- Avangard – kontrollerad av Oleh Bachmatjuk:

57 % av industriäggproduktionen, 87 % av tillverkningen av äggprodukter.
- Myronivskyj Chliboprodukt – kontrollerad av Jurij Kosiuk:
  - >50 % av den industriella produktionen av kycklingkött.

Källor: 

## Transporter

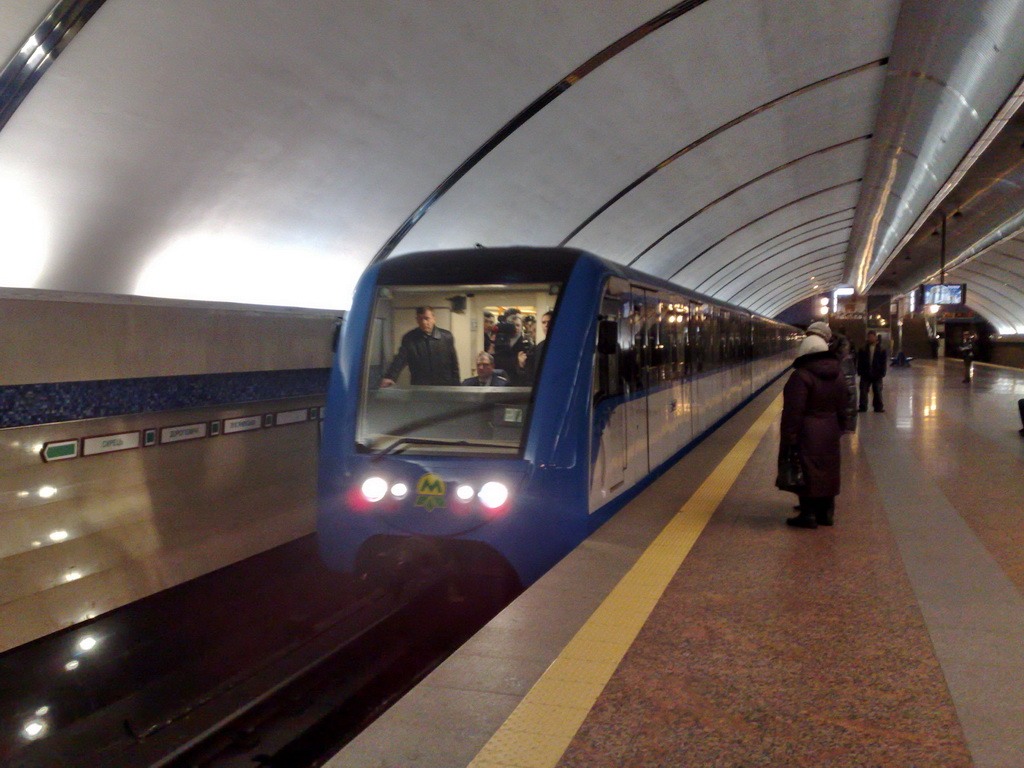
Kievs tunnelbana invigdes 1960, som dåvarande Sovjetunionens tredje.

Det totala vägnätet i Ukraina omfattar 273 700 kilometer, varav 170 000 kilometer klassas som nationella vägar. Biltätheten i Ukraina är ganska låg, men håller på att växa sig allt starkare. Ukraina kan från 2008 besökas av svenskar utan visum. Till skillnad från i Ryssland gäller svensk bilförsäkring i Ukraina.
Persontransporter görs fortfarande kollektivt av merparten. Järnvägsnätet har idag totalt 22 200 kilometer bana. Det är även järnvägen som är den viktigaste godstransportvägen. Ukraina har samma breda spårvidd som Ryssland och andra före detta sovjetstater. Tunnelbana finns i Charkiv, Dnipro, Donetsk, Kiev, Kryvyj Rih och nya är planerade i Lviv och Zaporizjzja.
Rörledningar för olja och gas går från Ryssland via Ukraina till övriga Europa. Totalt finns det i Ukraina cirka 4 400 kilometer vattenvägar i form av floder och kanaler. Dnepr är den viktigaste vattenvägen för transport i landet. Det finns flera ekonomiskt viktiga hamnar i landet, bland annat i Odessa, Mykolajiv, Cherson, och Mariupol. Det finns även internationella flygplatser i Kiev, Lviv och Odessa.